# Yellowknife
Yellowknife é a capital e única cidade, bem como a maior comunidade dos Territórios do Noroeste, no Canadá. Ela está localizada na costa norte do Grande Lago do Escravo, cerca de 400 km (250 milhas) ao sul do círculo polar ártico, no lado oeste de Yellowknife Bay, perto da saída do Rio Yellowknife. A cidade de Yellowknife e seus corpos de água circundantes, foram renomeados após uma tribo local de língua Dene uma vez conhecida como os "índios Yellowknife ou '' índios cobre" ou (agora referidos localmente como os Yellowknives Dene) que trocaram ferramentas compostas de cobre dos depósitos de cobre perto da Costa do Ártico. A população atual é etnicamente mista. Das onze línguas oficiais dos Territórios do Noroeste, cinco são falados em números significativos. Em Yellowknife são faladas as línguas: Dene, Suline, Dogrib, e ao norte e sul de Slavey, inglês e francês. Na linguagem Dogrib, a cidade é conhecida como: Sǫmbak'è (Som-ba Kay) traduzido na língua portuguesa como ("onde está o dinheiro").
A incorporação de Yellowknife é considerada como tendo sido fundada em 1934, após ter sido encontrado ouro na área, embora a atividade comercial na área da zona portuária não ter começado até 1936. Yellowknife rapidamente se tornou o centro da atividade econômica nos territórios do noroeste, e foi nomeada a capital dos Territórios em 1967. Como a produção de ouro começou a diminuir, Yellowknife deixou de ser uma cidade mineira e tornou-se um centro de serviços do governo na década de 1980. No entanto, com a descoberta de diamantes no norte de Yellowknife em 1991, essa mudança reverteu-se e Yellowknife tornou-se uma cidade mineira novamente.